# André Honesta Pierre Van Recum
André Honesta Pierre Van Recum, (né le 6 août 1765 à Grünstadt et décédé le 31 octobre 1828 à Bad Kreuznach), député de Corps législatif de l'an XIV à 1814, député du Rhin-et-Moselle le 24 septembre 1805 - 1er juillet 1814.

## Scolarité
Études au lycée de Mayence. Il devint sous-diacre en 1785 et percevoir une prébende à la collégiale Saint-Victor devant Mayence, puis il commence des études de droit et fut docteur de droit.

## Carrière administrative
Il fut grand bailli de Simmern et depuis 1791 conseiller à la cour de justice de Mannheim, président de régence à Creutznach conseiller au traité de Bâle (5 avril 1795) traité de paix entre la France et la Prusse.
André van Recum était un des amis des Allemands engagés à la Révolution française, et après la victoire définitive sur la rive gauche du Rhin en 1797 il devint administrateur à Coblence pour le département de Rhin-et-Moselle, puis sous-préfet de Simmern.
Élu le 2 vendémiaire an XIV par le sénat conservateur député du département Rhin-et-Moselle. Il vit son mandat renouvelé le 8 mai 1811. Il fut créé Baron de l'Empire le 14 août 1813.

## Ouvrages de van Recum
- Observations sur la nécessité d'établir en France des Écoles Forestières.  imprimerie de Cellot, Paris, 1807.
- Observations sur la loi du 25 novembre 1808, relatives aux distillations de pommes de terre, sur les inconvéniens qui résulteraient pour l'agriculture de leur suppression, sur les moyens de concilier les intérêts du fisc avec ceux des agriculteurs par M. Vanrecum de André Honesta Pierre Van Recum
- Méditations sur diverses questions de jurisprudence criminelle..., Imprimerie de Farge (1808)
- Annuaire du département de Rhin et Moselle, l'un de quatre nouveaux départements sur la rive gauche du Rhin., Nouvelle librairie et imprimerie libraire An VIII.
- „Einzelne Betrachtungen aus der Geschichte von Deutschland“, (Dissertation), Mainz, Verlag Tobias Sartorius, 1790.  Kompletter Scan des Buches
- „Versuche über das Spätherbsten, eine Anleitung zur Qualitätsverbesserung im Weinbau der preußischen Rheinprovinz“, Mannheim 1826 bei Tobias Löffler, Nachdruck durch Weinorden der Nahe, Schrift Nr. 1.
- „Mitteilungen aus der älteren und neueren Geschichte über den Weinbau am Rhein, der Mosel, Nahe“; Mannheim 1826 bei Tobias Löffler, Nachdruck 1978 durch Sparkasse Bad Kreuznach.
- Ueber die Anpflanzung des Akazienbaum zu Weinbergspfählen. Fortsetzung des land-wirthschaftlichen Unterrichts etc.  Kreuznach, 1808